# Mike Kroeger
Mike Kroeger, född 25 juni 1972 i Hanna, Alberta, är en kanadensisk basist, känd som medlem i bandet Nickelback. Han är bror till Chad Kroeger, som sjunger och spelar gitarr i bandet.